# Pristimantis conservatio
Pristimantis conservatio es una especie de anfibio anuro de la familia Craugastoridae.

## Distribución geográfica
Esta especie es endémica del estado de Barinas en Venezuela. Se encuentra a 1640 m sobre el nivel del mar en la ladera este de la Cordillera de Mérida.

## Descripción
El macho mide 21 mm y la hembra mide 33 mm.

## Publicación original
- Barrio-Amorós, Heinicke & Hedges, 2013: A new tuberculated Pristimantis (Anura, Terrarana, Strabomantidae) from the Venezuelan Andes, redescription of Pristimantis pleurostriatus, and variation within Pristimantis vanadisae. Zootaxa, n.º 3647 (1), p. 43-62.[3]